# Stachův mlýn
Stachův mlýn je bývalý vodní mlýn v Praze 9-Běchovicích, který stojí na říčce Rokytka na jižním okraji obce.

## Historie
Vodní mlýn se připomíná roku 1658, kdy je v matrice Uhříněvsi při křtu uvedena kmotra Marie Penčičková, mlynářka z Běchovic.
Ve 2. polovině 19. století byl areál přestavěn.

## Popis
Původně stál mlýn na samotě u rybníka zvaného Punčoška. Tvořily jej tři objekty postavené kolem obdélného dvora otevřeného na východ k rybníku. Mlýnice se nacházela v jihovýchodní části dvora pod hrází, z jejíž severní části byla voda vedena náhonem na mlýnské kolo a poté zpět do Rokytky.
Rybník zanikl a místo je využíváno jako pole. Mlýnice byla přestavěna na obytný dům a dochoval se také objekt na západní straně dvora.